# Storm
A Storm egy rövid életű norvég viking metal együttes volt. 1993-ban alakultak Oslóban, és 1995-ben oszlottak fel. Egy nagylemezt jelentettek meg, az 1995-ös "Nordavind"et. Fenriz, Satyr és Kari Rueslatten alkották a zenekart. Fenriz a Darkthrone-ban szerepel, Satyr a Satyricon tagja, Kari pedig a The Third and the Mortal zenekarban játszik. A folk/viking metal korai képviselői közé tartoznak. Lemezkiadójuk Satyr saját alapítású kiadója, a Moonfog Productions volt. Az együttes norvég népdalokat dolgozott fel metal hangzással. Különlegesség, hogy két, mára már feloszlott, szintén norvég zenekar is működött ezen a néven. Az egyik black metalt, a másik pedig hard rockot/heavy metalt játszott.

## Tagjai
- Fenriz – dob, ének
- Kari Rueslatten – ének
- Satyr – gitár, basszusgitár, szintetizátor, ének

## Diszkográfia
- Nordavind – album, 1995